# Dinera grisescens
Dinera grisescens là một loài ruồi trong họ Tachinidae.